# Ramsay (efternamn)
För andra betydelser, se Ramsay (olika betydelser).
Ramsay är ett skotskt efternamn.

## Personer med efternamnet Ramsay
- Alison Ramsay (född 1959), brittisk landhockeyspelare
- Allan Ramsay – flera personer
  - Allan Ramsay (författare) (1686–1758), skotks författare
  - Allan Ramsay (konstnär) (1713–1784), skotsk porträttmålare
- Anders Ramsay (1832–1910), finsländsk skriftställare
- Anders Edvard Ramsay (1799–1877), finländsk militär
- Anders Erik Ramsay (1646–1735), svensk militär och ämbetsman
- Anders Henrik Ramsay (1707–1782), svensk militär och ämbetsman
- Anders Wilhelm Ramsay (1777–1808), svensk militär
- Andrew Ramsay (1814–1891), skotsk geolog
- August Ramsay (1859–1943), finlandssvensk affärsman och politiker
- Beattie Ramsay (1895–1952), kanadensisk ishockeyspelare
- Bror Jakob Ramsay (1802–1873), svensk militär och kammarherre
- Calvin Ramsay (född 2003), skotsk fotbollsspelare
- Carl Gustaf Ramsay (1783–1808), finlandssvensk militär och riksdagsman
- Carl Henrik Ramsay, flera personer
  - Carl Henrik Ramsay (jurist)  (1859–1940), svensk borgmästare
  - Carl Henrik Ramsay (militär) (1749–1810), svensk militär
- Dagmar Ruin Ramsay (1894–1977), finlandssvensk sjuksköterska och memoarförfattare
- Ebba Ramsay (1828–1922), svensk författare, översättare, konstnär och filantrop
- Georg Edvard Ramsay (1834–1918), finländsk militär
- Gordon Ramsay (född 1966), brittisk kock och TV-profil
- Henrik Ramsay (1886–1951), finländsk politiker
- Jully Ramsay (1865–1919), finländsk genealog
- Luke Ramsay (född 1988), kanadensisk seglare
- Lynne Ramsay (född 1969), brittisk regissör, manusförfattare och filmproducent
- Otto Wilhelm Ramsay (1743–1806), svensk militär
- Remak Ramsay (född 1937), amerikansk skådespelare
- Sofia Lovisa Ramsay (1754–1816), finländsk adelsdam, besjungen av Runeberg i Fändrik Ståls sägner
- Tana Ramsay (född 1974), brittisk kokboksförfattare och TV-profil
- Wilhelm Ramsay (1865–1928), finländsk geolog
- William Ramsay (1852–1916), brittisk kemist, nobelpristagare
- William Mitchell Ramsay (1851–1939), skotsk antikhistoriker och arkeolog